# Barbacenia markgrafii
Barbacenia markgrafii là một loài thực vật có hoa trong họ Velloziaceae. Loài này được Schulze-Menz miêu tả khoa học đầu tiên năm 1940.